# Sōkaku Takeda

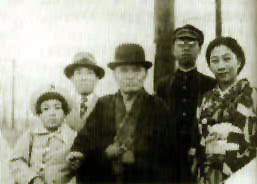
Sōkaku Takeda z rodziną (1922)

Sōkaku Takeda (jap. 武田 惣角 Takeda Sōkaku; ur. 10 października 1859, zm. 25 kwietnia 1943) – znany jako założyciel szkoły jujutsu znanej pod nazwą Daitō-ryū.

## Życiorys

### Dzieciństwo i młodość
Urodził się na ziemiach klanu Aizu (współcześnie prefektura Fukushima). Sōkaku dorastał w czasie ogromnych przemian politycznych, społecznych i gospodarczych (restauracja Meiji). Był drugim synem Sokichiego Takedy, samuraja z klanu Takeda, który pracował na własnej roli oraz nauczał w lokalnej szkole w świątyni buddyjskiej oraz córki Dengoro Kurokochiego, mistrza yari i kenjutsu. Uważa się, że Sōkaku otrzymał pierwsze lekcje sztuki walki od ojca, który miał własne dojo Sokichi był ekspertem w posługiwaniu się zarówno mieczem (kenjutsu) jak i włócznią (yari), a kiedyś był zawodnikiem sumo rangi ozeki. Uważa się, że Sōkaku mógł nauczyć się technik Hōzōin-ryū, Takada-ha i Ono-ha Ittō-ryū, szkół walki mieczem i włócznią.

### Podróż ku nauce
Sōkaku opuścił rodzinne strony, aby przejść surowy okres szkolenia podczas licznych podróży. Walczył i szkolił się w wielu szkołach oraz u wielu nauczycieli. Uważa się, że Sōkaku przez pewien czas był studentem Kenkichiego Sakakibary, mistrza Jikishinkage-ryū uważanego za jednego z najbardziej znanych i wykwalifikowanych szermierzy epoki. Choć istnieją dokumenty historyczne potwierdzające związek między nimi to jest to nadal kwestia dyskusji. Wiadomo jednak, że Sōkaku angażował się w wielu pojedynkach za pomocą shinai i już za życia uznano jego mistrzostwo władania mieczem, a były to czasu gdy zapominano już o sztuce walki mieczem.

### Doskonalenie walki bez broni
Po delegalizacji klasy samurajów i wydaniu zakazu noszenia mieczy (edykt Haitō) Sōkaku położył nacisk na naukę walki bez broni, znaną jako jujutsu, techniki jego przodka. Te pozorne techniki "oshiki-uchi" albo do tej pory znane jako tajne nauki klanu Aizu połączył z nabytymi umiejętnościami, które nabył w podróży i stworzył sztukę walki, którą nazwał Daitō-ryū.

### Podróżujący nauczyciel
Sōkaku prowadził wędrowny tryb życia, podróżując wzdłuż i wszerz kraju. Prowadził seminaria ze sztuk walki dla żołnierzy, policjantów i miłośników sztuk walki, często o wysokiej pozycji społecznej.